# Tour della nazionale maschile di rugby a 15 dell'Irlanda 1988
Tra le due edizioni della Coppa del mondo di rugby  del 1987 e del 1991, la nazionale irlandese di rugby a 15 si è recata in tour in alcune occasioni.
Nel 1988 una squadra sperimentale, ha visitato la Francia, disputando alcuni match contro selezioni locali.

## Risultati
| Biarritz maggio 1988 | Costa Basca | 33 – 23 | Irlanda XV |  |

| Auch 14 maggio 1988 | Francia XV | 18 – 19 | Irlanda XV |  |

| Lorient maggio 1988 | Francia XV | 12 – 7 | Irlanda XV |  |

| La Rochelle maggio 1988 | French Barbarians | 41 – 26 | Irlanda XV |  |